# Agrilus integerrimus
Agrilus integerrimus es una especie de insecto del género Agrilus, familia Buprestidae, orden Coleoptera.
Fue descrita científicamente por Ratzeburg, en 1837.